# Hodejegerne
Hodejegerne is een Noorse thriller uit 2011 onder regie van Morten Tyldum. De film is gebaseerd op de gelijknamige roman uit 2008 van de Noorse auteur Jo Nesbø.

## Verhaal
Roger Brown is een succesvolle headhunter. Hij is getrouwd met de knappe galeriehoudster Diana en woont in een schitterende villa. Diana wil kinderen, maar Roger ontwijkt het onderwerp en geeft zijn vrouw aldoor cadeaus ter compensatie. Hij bedriegt haar bovendien met Lotte. Roger leeft boven zijn stand en om het hoofd boven water te houden, steelt hij samen met zijn vriend Ove Kjikerud kunstwerken van zijn klanten. Bij de opening van de kunstgalerie van zijn vrouw leert Roger de zakenman Claes Greve kennen. Greve blijkt de geschikte kandidaat voor een leidinggevende functie in een bedrijf, waar Roger voor werkt. Bovendien is hij ook de eigenaar van een schilderij van Rubens. Roger wil dat kunstwerk stelen en zo gelijk al zijn financiële problemen oplossen. Tijdens de diefstal ontdekt hij echter dat Diana een affaire heeft met Claes.

## Rolverdeling
- Aksel Hennie: Roger Brown
- Synnøve Macody Lund: Diana Brown
- Nikolaj Coster-Waldau: Claes Greve
- Eivind Sander: Ove Kjikerud
- Julie R. Ølgaard: Lotte
- Kyrre Haugen Sydness: Jeremias Lander
- Reidar Sørensen: Brede Sperre